# Stroboskopie
Die Stroboskopie bzw. Videostroboskopie dient zur Beurteilung der Stimmlippenfunktion. Die Beweglichkeit der Stimmlippen lässt sich mittels der Stroboskopie beurteilen. Mit ihr ist es möglich, die Feinmotorik, die Regelmäßigkeit der Schwingungen, ihre Amplitude, den Bewegungsablauf auf Symmetrie bei der Öffnungs- und der Schließphase der Glottis zu untersuchen. Sie ist hilfreich bei Stimmlippeninfiltrationen (z. B. bei Tumoren (Früherkennung) und Entzündungen) und funktionellen Stimmstörungen. Die Triggerung erfolgt durch die Phonation des Probanden über ein Körper- oder Luftleitungsmikrofon bzw. über ein EGG-Signal. Bei stärker ausgeprägten Stimmstörungen versagt das Verfahren oft, weil keine Grundfrequenzanalyse zur Triggerung des Stroboskops gelingt. Dann ist die Laryngoskopie mit Hochgeschwindigkeitskameras überlegen.